# 1912 în film
- 1911 în cinematografie — 1912 în cinematografie — 1913 în cinematografie

## Premiere românești
- Independența României - primul film românesc, regia Aristide Demetriade
- Războiul de la 1877-1878, regia Raymond Pellerin, cenzurat și distrus de autorități în 1912

## Filme realizate în 1912
- All for a Girl
- At the Foot of the Ladder
- Aurora Floyd
- Baby Hands
- The Bandit of Tropico
- A Battle of Wits
- Beautiful Leukanida
- The Belle of Bar-Z Ranch
- A Business Buccaneer
- The Cameraman's Revenge
- Cleopatra
- Conductor 786
- The County Fair
- Conquest of the Pole
- Custer's Last Fight
- A Dash Through the Clouds
- The Deserter
- Dr. Jekyll and Mr. Hyde
- For His Son
- Frankfurters and Quail
- From the Manger to the Cross
- Geronimo's Last Raid
- The Half-Breed's Way
- The Honor of the Family
- How a Mosquito Operates
- In Nacht und Eis
- The Invaders
- It Happened Thus
- Keystone Comedy
- The Land Beyond the Sunset
- The Little Girl Next Door
- Mabel's Lovers
- Maud Muller
- Das Mirakel
- The Musketeers of Pig Alley
- A New Cure for Divorce
- The New York Hat
- The Old Actor
- Oliver Twist Primul film american care are o durată de peste o oră.
- Petticoat Camp
- Pilgrim's Progress
- Please Help the Pore
- The Power of Melody
- A Primitive Man's Career to Civilization
- Put Yourself in His Place
- Quo Vadis ?
- Richard III
- Robin Hood
- Saved From the Titanic
- A Six Cylinder Elopement
- Standing Room Only
- The Street Singer
- The Tell-Tale Message
- The Thunderbolt
- An Unseen Enemy
- The Voice of Conscience
- What Happened to Mary?, cu Mary Fuller.
- When the Fire Bells Rang
- When the Heart Calls cu Lee Moran, Russell Bassett și Louise Glaum
- With Our King and Queen Through India
- With the Mounted Police
- The Young Millionaire